# Heinz Arnold
Heinz Arnold (12 de Fevereiro de 1919 – 17 de Abril de 1945) foi um piloto alemão da Luftwaffe durante a Segunda Guerra Mundial. Abateu 49 aeronaves inimigas, o que fez dele um ás da aviação, incluindo 7 pilotando um Messerschmitt Me 262.
O seu Me 262 W.Nr.500491 com as marcas das suas vitórias pessoais está actualmente em exposição no Smithsonian Institution, em Washington D.C.